# Flufenacet
Flufenacet ist ein Wirkstoff zum Pflanzenschutz und eine chemische Verbindung aus der Gruppe der Oxyacetamide und Thiadiazole.

## Gewinnung und Darstellung
Flufenacet kann durch Umsetzung äquivalenter Mengen von 2-Methylsulfonyl-5-trifluormethyl-1,3,4-thiadiazol mit 2-Hydroxy[N-(4-fluorpheny)-N-isopropyl]acetamid in Gegenwart von Natriumhydroxid in Aceton gewonnen werden.

## Eigenschaften
Flufenacet ist ein gelblicher Feststoff, der praktisch unlöslich in Wasser ist.

## Verwendung

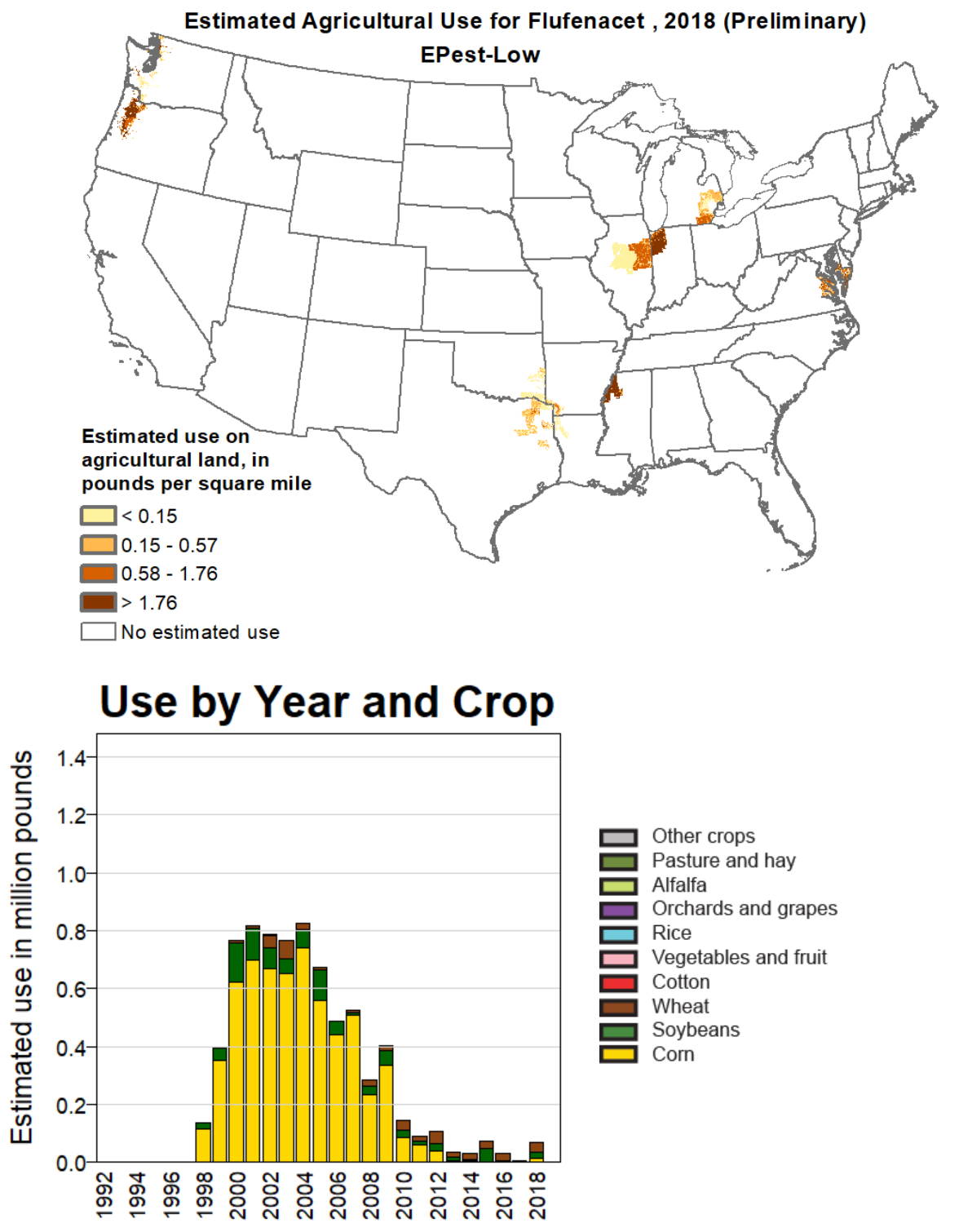
Karte mit der für 2018 geschätzten Verwendung in den USA und jährliche Einsatzmengen seit 1992

Flufenacet wird als Wirkstoff in Pflanzenschutzmitteln (Vorauflaufherbizid) im Ackerbau, Gemüsebau, Obstbau und Zierpflanzenbau verwendet.
Die Verbindung zeigt eine starke Wirkung auf meristematische Gewebe, interferiert mit Membranfunktionen und verändert die Permeabilität von Zellmembranen. Sie wirkt als ein Inhibitor der Interaktion von Thyroidhormonrezeptor und Steroidrezeptor-Koregulator 2.

## Zulassung
Flufenacet wurde ursprünglich vorläufig bis zum 31. Dezember 2013 in den Anhang I der Pflanzenschutzmittel-Richtlinie 91/414/EWG aufgenommen. Es ist in Deutschland, Österreich und der Schweiz als Wirkstoff in zugelassenen Pflanzenschutzmitteln enthalten.
Im September 2024 schloss die Europäische Behörde für Lebensmittelsicherheit (EFSA) ihre Bewertung von Flufenacet ab. Darin stellte sie fest, dass der Wirkstoff aufgrund der Schädigung des menschlichen Hormonhaushalts sowie weiterer Umweltrisiken und systematischer Lücken in der Risikobewertung unter die Ausschlusskriterien der Pflanzenschutzmittelverordnung fällt. Eine Wiederzulassung des Wirkstoffs durch die EU-Kommission ist damit nicht mehr möglich. Die EU-Kommission arbeitete dementsprechend einen Vorschlag für die Nichtgenehmigung von Flufenacet, inklusive Abverkaufs- und Aufbrauchfristen, aus. Am 12. März 2025 stimmten die EU-Mitgliedstaaten dem Vorschlag einstimmig zu.
In der Schweiz läuft die Ausverkaufsfrist bis zum 1. Januar 2026 und die Verwendungsfrist bis zum 1. Januar 2027.

## Umweltwirkungen
Das Abbauprodukt Trifluoracetat (TFA) lässt sich im Grundwasser nachweisen und ist bei der Trinkwasseraufbereitung schwer abzutrennen. TFA ist eine sogenannte Ewigkeitschemikalie, die in der Natur nicht abgebaut werden kann und daher für immer dort verbleibt.

## Handelsnamen
- Cadou SC, Sunfire, Vulcanus, Fence, Bakata, Diplomat, Franzi, Fluent 500 SC, Palisade